# Mátrai juhar
A mátrai juhar vagy mátrai ősjuhar (Acer campestre var. acuminatilobum) a szappanfavirágúak (Sapindales) rendjébe, ezen belül a szappanfafélék (Sapindaceae) családjába tartozó mezei juhar (Acer campestre) a Mátra környékén előforduló ritka endemikus változata. Eredetileg önálló fajként írták le Acer acuminatilobum néven.

## Előfordulása
Egy védett fa volt ismert Parádsasvár környékén, melyet Papp József talált 1952-ben, és ő is írta le a tudomány számára új fajként. Ez az egyed nem csírázott, terméketlen volt. 2014-ben elpusztult. A Vácrátóti botanikus kertben található, vegetatívan szaporított példány nagyon ritkán csíraképes magot is hoz, de érdekes, hogy a kikelő utódok 90%-a a gyakori mezei juharra hasonlít, és csak 10%-a a szülőre. Nemrég mátrai botanikusok megtalálták a Mátraalján is, Aldebrő község északnyugati határában. Aldebrőn 5 középkorú fa él, sok idős mezei juhar társaságában, s köröttük szép számban megfigyelhető az újulat is, ami mindenféle átmenetet mutat a két típus között.

## Alaki jellemzők

### Kéreg
Kérge hosszanti pásztákban válik le.

### Termés
Szárnyas lependék termései molyhosak.

### Levél
Levelei vastagabbak, 3 hasábúak, rendesen ép szélűek. A levélkaréjok hosszan kihegyesedők, előreirányulók. Ehhez hasonló leveleket hajtó juharfa a földtörténeti miocén korban, mintegy 15-20 millió évvel ezelőtt élt a levéllenyomatok tanúsága szerint. Innen kapta az „ősjuhar” elnevezést.

## További információ
- Acer acuminatilobum J. Papp – Mátrai ősjuhar (terra.hu)